# 금호고속관광
금호고속관광(영어: Kumhotour Buslines)은 여객 운송업을 주 업종으로 하는 금호고속의 계열사이다.

## 연혁
- 2014년 2월: 전세사업부 서울법인 창립
- 2016년 2월: 전세사업부 부산지점 신설[2]
- 2016년 11월: 전세사업부 경기법인 창립[3]
- 2016년 12월: 속리산고속 전세사업 인수
- 2018년 10월: 금호고속관광 호남법인 창립[4]
- 2019년 6월 : 금호고속 전세사업부 대구지점 신설[5]
- 2020년 1월 : 금호고속 전세사업부 전주지점 신설[6]

## 운행 차량
기아자동차
- 기아 뉴 그랜버드 이노베이션 선샤인
- 기아 뉴 그랜버드 이노베이션 실크로드
- 기아 뉴 그랜버드 이노베이션 프리미엄 골드 익스프레스

현대자동차
- 현대 쏠라티
- 현대 뉴 프리미엄 유니버스 스페이스 럭셔리
- 현대 뉴 프리미엄 유니버스 익스프레스 노블

## 본점 및 지점 현황
- 금호고속관광 광주본점 : 광주광역시 서구 무진대로 904 (광천동, 유스퀘어)
- 서울법인본점: 서울특별시 서초구 신반포로 194 서울고속터미널 9층
- 경기법인본점: 경기도 김포시 김포한강8로 386, 1005-52호 (구래동, 센트럴프라자2)
- 호남법인본점: 전라남도 화순군 백아면 옥리길 14-7
- 부산지점: 부산광역시 금정구 노포동 133 노포동고속터미널
- 부산사상지점: 부산광역시 사상구 사상로 201 부산서부버스터미널
- 대구지점: 대구광역시 동구 동부로 149 동대구복합환승센터 금호고속 대구영업소
- 전주지점: 전북특별자치도 전주시 덕진구 가리내로 70 전주 고속버스터미널